# Ulrich Gottstein

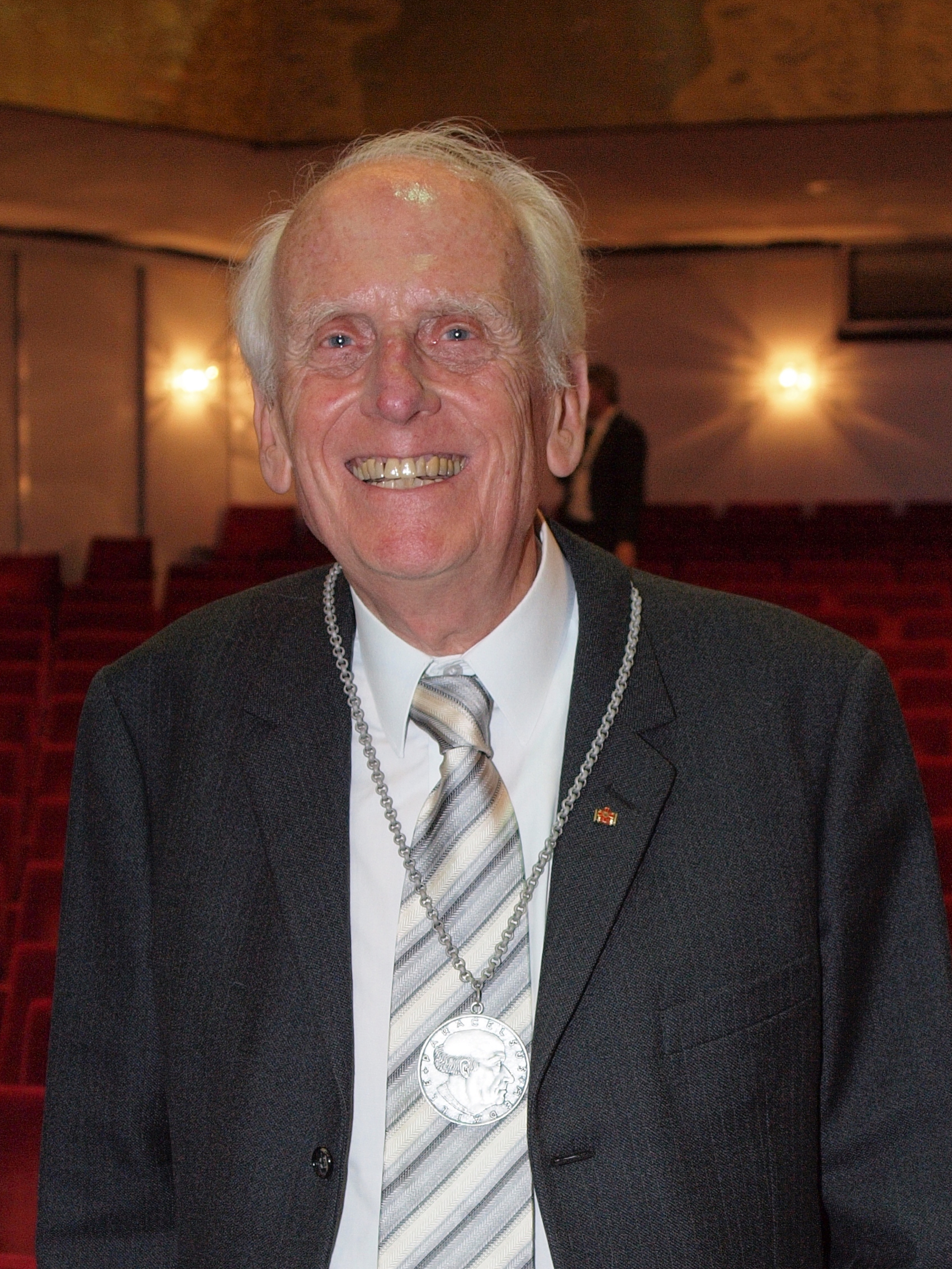
Ulrich Gottstein bei der Verleihung der Paracelsus-Medaille, Kiel 2011

Ulrich Gottstein (* 28. November 1926 in Stettin) ist ein deutscher Internist und Mitbegründer der Deutschen Sektion der IPPNW (Internationale Ärzte für die Verhütung des Atomkrieges, Ärzte in sozialer Verantwortung).

## Leben
Ulrich Gottstein wurde als Sohn des Juristen Dr. Kurt Gottstein und seiner Ehefrau Christel geboren. Sein Vater war Direktor der Zellstoff- und Papierfabrik Feldmühle AG. Gemeinsam mit den Eltern und seinen beiden Geschwistern zog er 1938 nach Berlin-Dahlem. Diese Zeit sollte für ihn prägend werden: Sein älterer Bruder Klaus und er traten in den Jungenkreis der Evangelischen Kirchengemeinde St. Annen ein – und zwar nur wenige Wochen, nachdem der Gemeindepfarrer Martin Niemöller von den Nationalsozialisten verhaftet und ins Konzentrationslager gebracht worden war. Gottstein war damals erst zwölf Jahre alt und gehörte von da an der Jungen Gemeinde der Bekennenden Kirche an.
Nach Kriegseinsatz in Frankreich (1944) und britischer Kriegsgefangenschaft (1944–1946) studierte Ulrich Gottstein von 1947 bis 1952 Humanmedizin an den Universitäten Berlin, Göttingen und Heidelberg (dort Staatsexamen und Promotion zum Dr. med.) Nach Abschluss der Weiterbildung zum Internisten sowie Habilitation im Jahr 1960 war Gottstein bis 1962 an der II. Medizinischen Klinik der Ludwig-Maximilians-Universität München tätig. 1962 wurde er Leitender Oberarzt der I. Medizinischen Klinik des Universitätsklinikums Kiel, 1966 außerplanmäßiger Professor. Von 1971 bis zu seiner Pensionierung 1991 war er Chefarzt der Medizinischen Klinik des Bürgerhospitals in Frankfurt am Main und Professor für Innere Medizin an der Johann Wolfgang Goethe-Universität Frankfurt am Main.
1972 war er Gründungspräsident der Deutschen Gesellschaft für Angiologie sowie Gründungsmitglied der Internationalen Gesellschaft für Hirnkreislaufforschung.
1981 war Ulrich Gottstein Initiator und Mitbegründer der Deutschen Sektion der IPPNW (Internationale Ärzte zur Verhütung von Atomkrieg), bis 1995 Vorstandsmitglied der Gesellschaft, seit 1995 Ehrenmitglied des Vorstandes. 1987 bis 1993 war er Vizepräsident der Internationalen IPPNW für Europa, 1993 bis 1996 Mitglied des Internationalen IPPNW-Direktoriums. 1985 war Ulrich Gottstein Teilnehmer der Verleihung des Friedensnobelpreises an die IPPNW. 1991 gründete er die „IPPNW-Kinderhilfe Irak“.

## Auszeichnungen (Auswahl)
- Senckenberg-Wissenschaftspreis 1972
- Ernst-von-Bergmann-Plakette 1980
- Dr. Richard Hammer Verdienstmedaille der Landesärztekammer Hessen 1991
- Bundesverdienstkreuz 1. Klasse 1992
- Ehrenmitglied der Medizinischen Akademie Serbiens 1994
- Paracelsus-Medaille der deutschen Ärzteschaft 2011